# Einschießwaffe

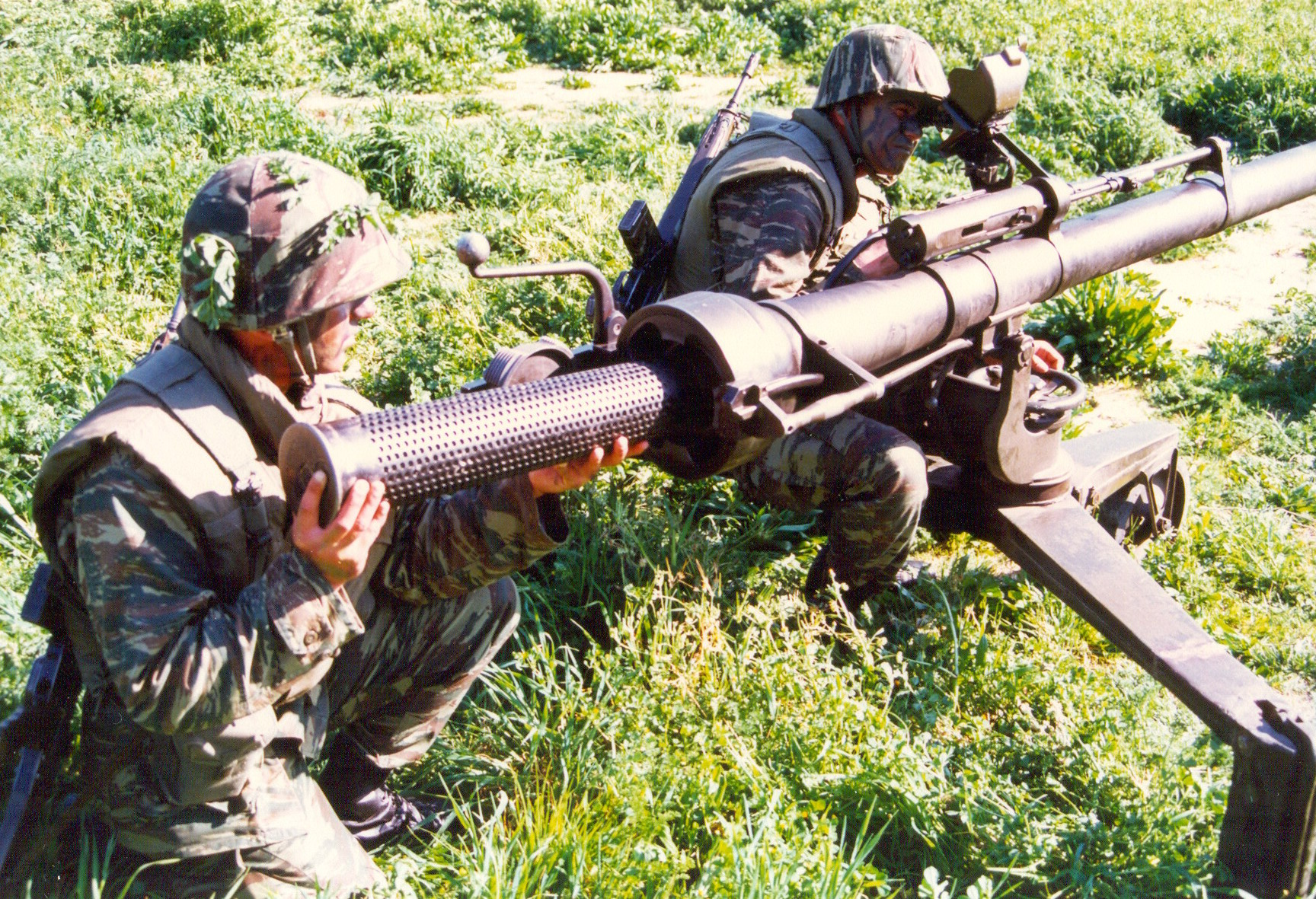
Einschießwaffe beim rückstoßfreien Geschütz M40: kleines Rohr über dem großen Geschützrohr

Eine Einschießwaffe (auch Zielmarkierungsgewehr, Einschießgewehr, Einschieß-MG) ist eine kleinkalibrige Schusswaffe, die als Zieleinrichtung für ein Geschütz fungiert.
Insbesondere bei Geschützen mit geringen Mündungsgeschwindigkeiten folgen die Geschosse einer stark gekrümmten Wurfparabel. Dieses macht es für den Schützen schwierig, ein Ziel im direkten Schuss zu treffen. Eine Einschießwaffe hilft dem Schützen dabei, die Hauptwaffe auf das Ziel so auszurichten, dass es getroffen werden kann. Damit soll die Wahrscheinlichkeit für einen Treffer gesteigert werden. Das Verfahren ist ähnlich dem Einschießen beim indirekten Feuer. Dabei sind die ballistischen Eigenschaften der Geschosse der Einschießwaffe möglichst identisch mit denen der Hauptwaffe. Der Schütze gibt mit der Einschießwaffe solange Schüsse auf das Ziel ab, bis er es trifft. Erst dann feuert er mit der Hauptwaffe. Die Einschießwaffe feuert dabei Leuchtspurmunition, damit der Schütze die Flugbahn beobachten kann. Zudem hat die Munition in der Regel einen kleinen Sprengsatz, welche den Aufprall anzeigt.
Mit als erste Einschießwaffe wurde das Maschinengewehr Lewis Gun bei der Davis-Kanone im Ersten Weltkrieg verwendet. Mit diesem Geschütz wollte man vom Flugzeug aus U-Boote bekämpfen. Später wurden Einschießwaffen bei verschiedenen Waffensystemen von Rückstoßfreie Panzerabwehrhandwaffe (z. B. SMAW) bis zum Kampfpanzer (z. B. Centurion) verwendet.
Mit dem Aufkommen der Laserentfernungsmesser ging der Gebrauch von Einschießwaffen zurück.